# Toată lumea rîde, cîntă și dansează
Toată lumea rîde, cîntă și dansează sau Toată lumea râde, cântă și dansează (titlul original: în rusă Весёлые ребята, transliterat: Vesiolîe rebiata) este un film sovietic de comedie muzicală realizat în 1934 de regizorul Grigori Aleksandrov, protagoniști fiind actorii Leonid Utiosov, Liubov Orlova, Maria Strelkova. Este considerat un film clasic al cinematografiei sovietice si totodată primul film muzical din URSS. Leonid Utiosov (ru. Леонид Утёсов), eroul principal al filmului, era în anii 1930 unul din cei mai renumiți cântăreți de muzică de jazz. Muzica filmului este compusă de renumitul compozitor Isaak Dunaevski iar textele scrise de poetul Vasili Ivanovici Lebedev-Kumaci.
Filmul original a fost realizat alb-negru, dar firma Formula Țveta l-a colorat în anul 2010, la solicitarea canalului de televiziune Pervîi.

## Distribuție
- Leonid Utiosov – Kostia Potehin
- Liubov Orlova – Aniuta - menajera lui
- Maria Strelkova – Elena - copilul sindicalistului străin
- Elena Tiapkina - mama vitregă al Aniutei
- Fiodor Kurihin - antreprenor de pompe funebre
- Arnold Arnold	- dirijorul din Paraguay
- Valentin Parnah -
- Robert Erdman - profesorul german
- Nikolai Otto - muzicant
- Emanuel Heller - un spectator

## Imagini din film

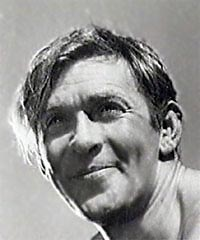
Leonid Utiosov
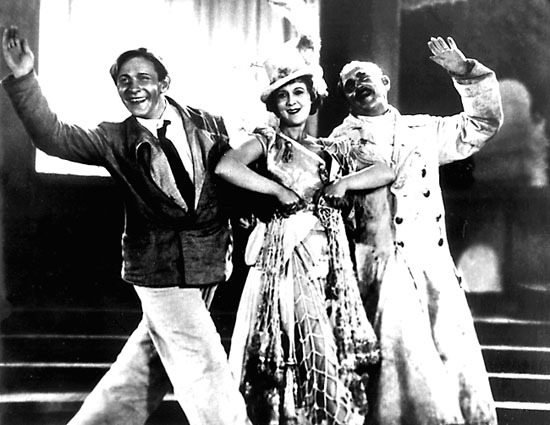
În prim plan Leonid Utiosov și Liubov Orlova într-o scenă din film